# Бутаков, Евгений Александрович
Евге́ний Алекса́ндрович Бутако́в (род. 24 июля 1998, Усолье-Сибирское, Иркутская область, Россия) — российский футболист, полузащитник клуба «Луки-Энергия».

## Карьера
Воспитанник «Балтики». В 2014 году стал самым юным футболистом в истории клуба, который выходил на поле в официальном матче. Позднее играл за «Сокол» и «Сатурн». В 2020 году вернулся в «Балтику». 29 сентября на правах аренды перешёл в белорусскую «Белшину». Дебютировал в белорусской Высшей лиге 24 октября в игре против минского «Динамо» (1:3). В сезоне 2021/22 выступал за фарм-клуб «Балтика-БФУ». В 2022 году подписал контракт с «Муромом». В 2024 году пополнил ряды клуба «Луки-Энергия».

## Достижения
- Серебряный призёр 2-й группы Второй лиги: 2022/23